# Государственная компания почт и телекоммуникаций (Ливия)
Государственная компания почт и телекоммуникаций (ГКПТ; араб. الشركة العامة للبريد والاتصالات السلكية واللاسلكية‎, англ. General Posts and Telecommunications Company — GPTC) — организация, принадлежащая государству и осуществляющая контроль над почтовой и телефонной связью в Ливии.

## Деятельность и структура
В сферу общего руководства со стороны ГКПТ относятся:
- почтовые услуги в стране,
- спутниковая связь,
- мобильная телефония — в сотрудничестве с компаниями Almadar и Libyana (англ. Libyana),
- фиксированная (стационарная) телефония и другие связанные услуги,
- ливийские интернет-провайдеры — через ещё одно своё подразделение, Ливийскую компанию связи и технологий (англ. Libya Telecom & Technology)[3].

В подчинении компании находятся 70 телефонных станций, 340 почтовых отделений и восемь центров сортировки почты. Главпочтамты расположены в Триполи и Бенгази.

## История
Ливия является членом Всемирного почтового союза с 1952 года. ГКПТ была учреждена в 1984 году.

## Современность
18 февраля 2009 года был объявлен тендер на выдачу первой в Ливии частной лицензии оператору фиксированной и мобильной связи. По сообщению представителя Генеральной администрации телекоммуникаций, на рынке услуг связи в стране до того момента эксклюзивно действовала ГКПТ, и появление частного оператора было призвано стимулировать этот рынок.
Компания является основным интернет-провайдером в Ливии и прервала интернетную связь с остальным миром вскоре после начала в 2011 году протестов и гражданской войны в стране.
В мае 2011 года председатель правления Ливийской компании связи и технологий и компании Libyana Мухаммед бен Айяд заявил в связи с военными налётами на Ливию авиации НАТО: «Планомерное уничтожение инфраструктуры телекоммуникационных систем в разных районах Ливии стало одной из главных целей НАТО. Все объекты, которые подверглись нападению, не применялись в военных целях». Из-за бомбардировок в ряде районов страны была нарушена сотовая и стационарная связь.

## Руководство
До свержения в 2011 году правительства Социалистической Народной Ливийской Арабской Джамахирия компанию возглавлял Мухаммад Каддафи (англ. Muhammad al-Gaddafi), самый старший сын Муаммара Каддафи от первого брака.